# Álvaro Mejía Pérez
Álvaro Mejía Pérez (Madrid, 18 gennaio 1982) è un ex calciatore spagnolo, di ruolo difensore, tecnico dell'Al-Shahaniya.

## Carriera

### Club
Dopo aver vestito tra il 2004 ed il 2007 la maglia del Real Madrid, nel 2010 si trasferisce all'Arles-Avignone, nel campionato francese. Il 19 gennaio 2011 firma un contratto fino al 2012 con il  Konyaspor.
Il 13 luglio 2012, Mejía ha accettato un contratto di un anno con l'UD Almería nella seconda divisione spagnola, dopo aver superato le visite mediche. Il 18 giugno 2014, dopo una stagione nella Super League greca con l'Ergotelis FC, è passato all'Al-Shahania SC, squadra neopromossa della Qatar Stars League.

## Palmarès

### Competizioni nazionali
- Campionato spagnolo: 1

Real Madrid: 2006-2007